# Zelatractodes versicolorus
Zelatractodes versicolorus är en tvåvingeart som beskrevs av Günther Enderlein 1922. Zelatractodes versicolorus ingår i släktet Zelatractodes och familjen skridflugor.
Artens utbredningsområde är Colombia. Inga underarter finns listade i Catalogue of Life.